# Bélapátfalva
Bélapátfalva – miasto na Węgrzech na północ od Egeru. Miejscowość, która w przeszłości miała charakter przemysłowy zamieszkuje obecnie ponad 3 tys. mieszkańców (stan na styczeń 2011).

## Zabytki
Nieopodal Bélapátfalva znajduje się opactwo cystersów z 1232 z najlepiej zachowanym kościołem romańskim na Węgrzech.